# Station Lambusart
Station Lambusart was een spoorwegstation langs de spoorlijnen spoorlijn 121 en 147 in Lambusart een deelgemeente van de stad Fleurus.
0,0: Lambusart ·
3,1: Le Vieux Campinaire ·
6,0: Ransart ·
10,0: Masses-Diarbois ·
13,4: Houbois ·
14,5: Jumet-Brûlotte ·
15,3: Malavée ·
16,8: Sart-les-Moines ·
18,0: Wilbeauroux
0,0: Landen ·
3,8: Racour ·
6,1: Lincent ·
8,3: Maret ·
10,2: Orp ·
13,0: Jauche ·
16,5: Autre-Eglise ·
18,6: Ramillies ·
21,6: Petit-Rosière ·
25,3: Perwez ·
30,7: Grand-Leez-Thorembais ·
33,0: Sauvenière ·
36,3: Gembloers ·
38,6: Penteville ·
41,2: Corroy-le-Château ·
44,9: Sombreffe ·
47,5: Ligny Sud ·
51,7: Fleurus ·
54,6: Lambusart ·
57,1: Moignelée ·
Tamines-Alloux ·
60,5: Tamines